# Oosterkerk (Kollum)
De Oosterkerk is een kerkgebouw in Kollum in de Nederlandse provincie Friesland.

## Beschrijving
De dolerenden van Kollum stichtten in 1886 een Nederduitse Gereformeerde gemeente. In 1887 volgde de bouw van een houten noodkerk. De gemeente fuseerde in 1904 met de plaatselijke Christelijke Gereformeerde gemeente uit 1866 en zij vormden zo een gereformeerde gemeente.
De kerk uit 1924-1925 is een ontwerp van architect Egbert Reitsma, het betrof zijn eerste ontwerp voor een kerk. Het kerkgebouw heeft een Grieks kruis als grondplan en is uitgevoerd in de stijl van de Amsterdamse School. De kerk heeft een betonnen skelet dat volledig met donkere mondsteen bekleed is. De plafondschilderingen zijn uitgevoerd door George Martens, net als Reitsma lid van kunstenaarscollectief De Ploeg. In 1969 is de consistorie uitgebreid door de architect zelf en in 1985 volgde een uitbreiding met het kerkelijk centrum "Pro Rege".
Sinds 2008 wordt de gereformeerde kerk de Oosterkerk genoemd. De gereformeerde kerk fuseerde met de plaatselijk hervormde gemeente tot een PKN-gemeente. Hierbij konden de inwoners van Kollum zich via een enquête uitlaten over de naam van de kerk. De nieuwe naam is deels afgeleid van het feit dat de kerk aan de Oostenburgstraat staat. Het orgel uit 1966 is gemaakt door de firma Fonteijn & Gaal. Het kerkgebouw is sinds 1999 een rijksmonument.

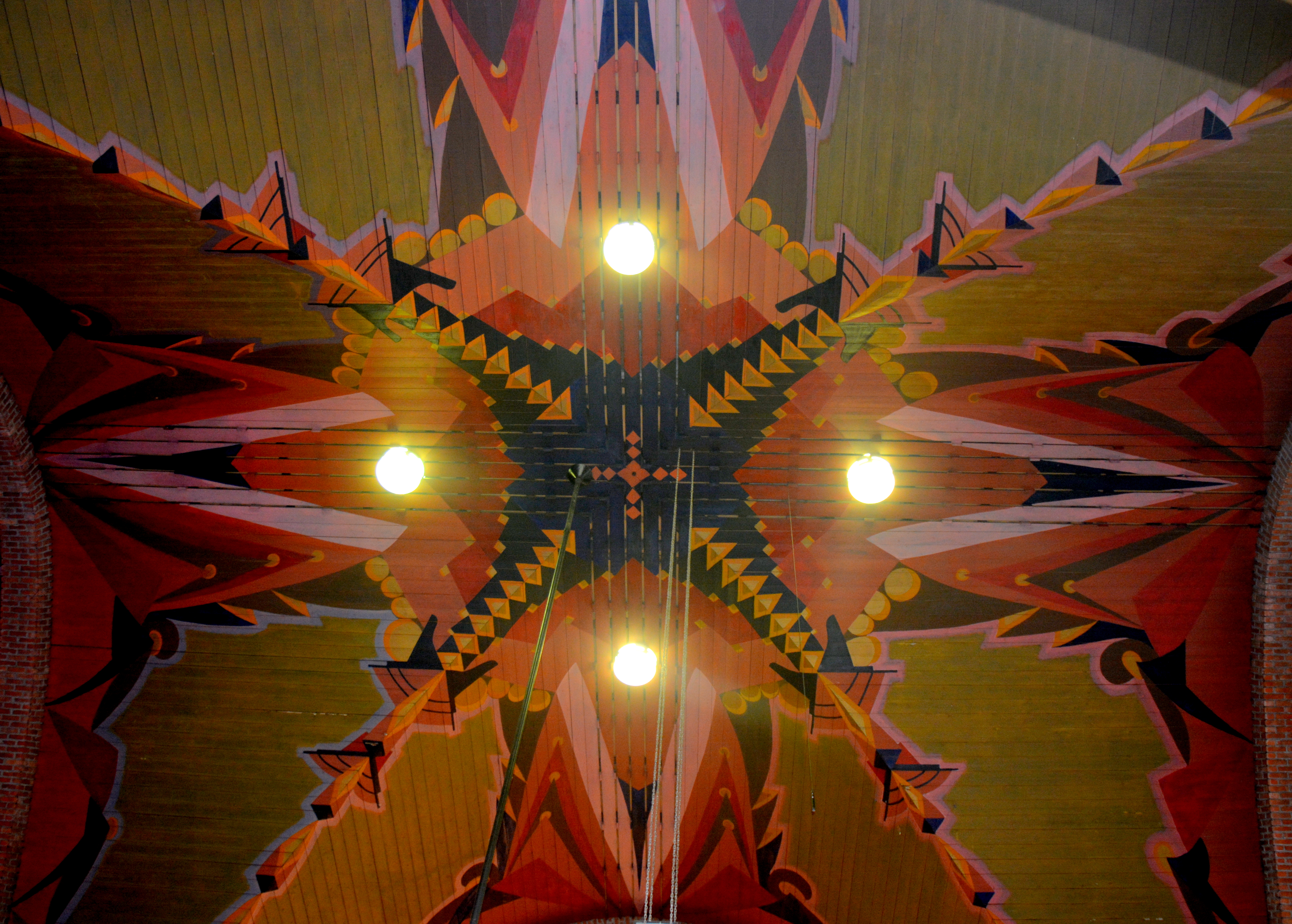
Plafond (2017)
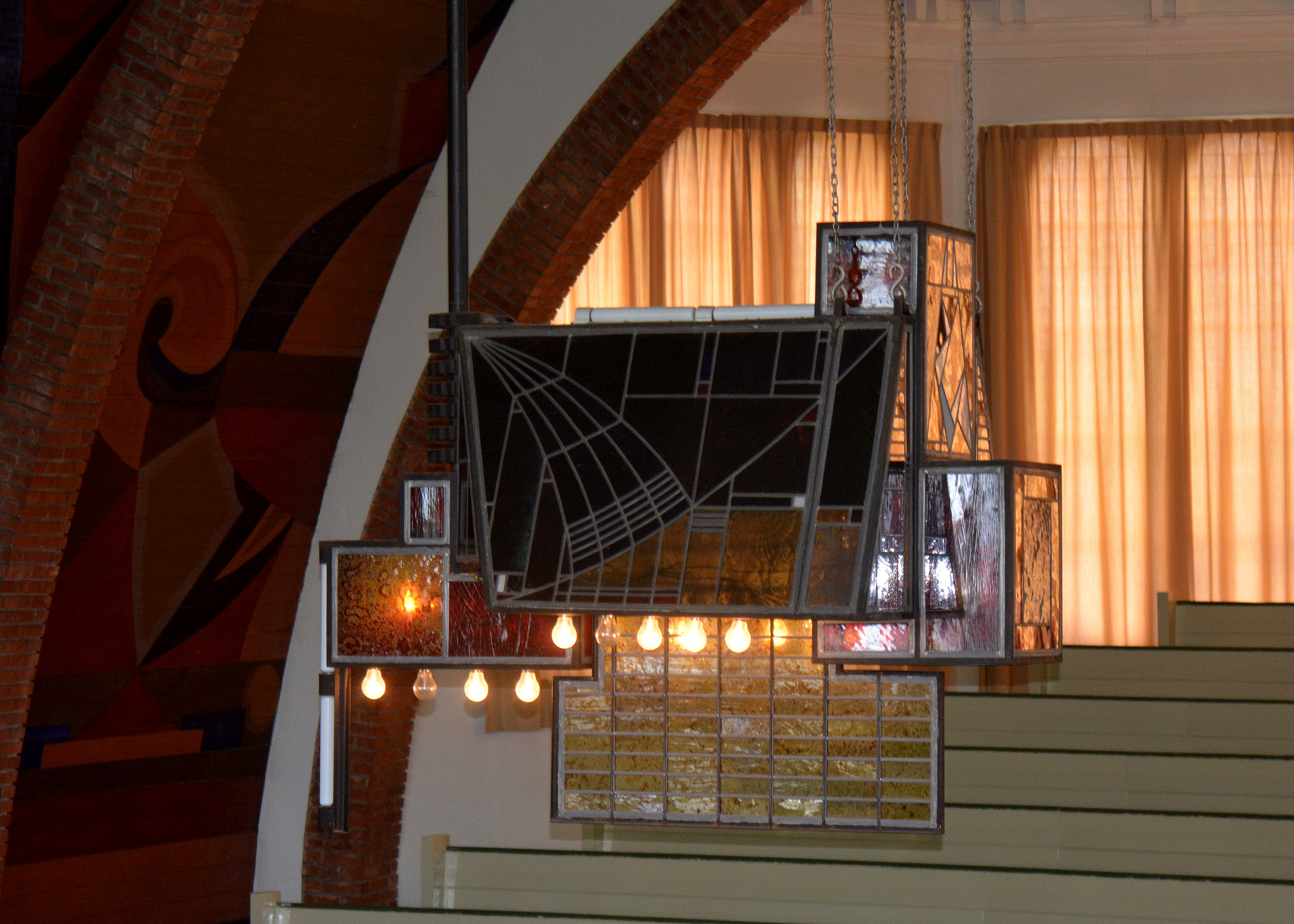
Verlichting